# HDAC3
L'istone deacetilasi 3, o HDAC3 è un enzima che nell'uomo è codificato dal gene HDAC3.

## Funzione
Gli istoni svolgono un ruolo critico nella regolazione trascrizionale, progressione del ciclo cellulare. L'acetilazione degli istoni e la deacetilazione altera la struttura cromosomica e colpisce i fattori di accesso alla trascrizione del DNA. La proteina codificata da questo gene appartiene alla famiglia dell'istone ACUC / apha deacetilasi. Ha l'attività deacetilasi dell'istone e reprime la trascrizione quando legato ad un promotore.  Questa proteina può anche down-regulation della funzione di p53 e quindi modulare la crescita cellulare e l'apoptosi. Questo gene è considerato come un potenziale gene soppressore dei tumori.